# Dotnuva
Dotnuva är en ort i Litauen. Den ligger i den centrala delen av landet, 110 km nordväst om huvudstaden Vilnius. Dotnuva ligger 55 meter över havet och antalet invånare är 783.
Terrängen runt Dotnuva är platt. Runt Dotnuva är det ganska glesbefolkat, med 42 invånare per kvadratkilometer. Närmaste större samhälle är Kėdainiai, 8,3 km sydost om Dotnuva. Trakten runt Dotnuva består till största delen av jordbruksmark.